# Шлікер
Шлі́кер (нім. Schlicker) — кашоподібна, м'яка порцелянова маса, що складається з каоліну, кварцу і польового шпату, використовується у виробництві порцеляни. Змішана з водою і підфарбована глина використовувалася в давнину для розпису кераміки, також називається шлікером. В наш час використовується для виробництва промислової кераміки, наприклад для автомобільних свічок запалювання.
В даний час шлікером називають водні суспензії сумішей на основі глини, що використовуються для формування керамічних виробів методом литва в пористі, як правило, гіпсові форми. Типова вологість шлікеру для лиття порцеляни — 30—33 %, для литва фаянсу — 33-37 %.
Чим менша вологість шлікеру, тим швидше відбувається формування шару керамічної маси на поверхні гіпсової форми, тим менше усадка при сушінні і деформація виробів. Для приготування шлікера з низькою вологістю до його складу вводять дефлокулянти (розріджувачі) — рідке скло, кальциновану соду, вуглелужний реагент — у кількості 0,1—0,5 %.